# Ahmetcan Kaplan
Ahmetcan Kaplan (Trebisonda, 16 gennaio 2003) è un calciatore turco, difensore dell'Ajax e della nazionale Under-21 turca.

## Caratteristiche tecniche
Gioca al centro della difesa.

## Carriera

### Club
Kaplan è cresciuto nel settore giovanile del Trabzonspor, con cui ha firmato il primo contratto professionistico il 10 agosto 2020. Ha debuttato in prima squadra il 27 settembre 2021 nell'incontro di Süper Lig pareggiato 1-1 contro l'Alanyaspor.
Il 19 agosto 2022 è stato acquistato a titolo definitivo dall'Ajax.

### Nazionale
Ha giocato nelle nazionali giovanili turche Under-16, Under-17, Under-19 ed Under-21.

## Statistiche

### Presenze e reti nei club
Statistiche aggiornate al 7 novembre 2024.
| Stagione         | Squadra          | Campionato       | Campionato | Campionato | Coppe nazionali | Coppe nazionali | Coppe nazionali | Coppe continentali | Coppe continentali | Coppe continentali | Altre coppe | Altre coppe | Altre coppe | Totale | Totale | Totale |
| Stagione         | Squadra          | Comp             | Pres       | Reti       | Comp            | Pres            | Reti            | Comp               | Pres               | Reti               | Comp        | Pres        | Reti        | Pres   | Reti   |        |
| ---------------- | ---------------- | ---------------- | ---------- | ---------- | --------------- | --------------- | --------------- | ------------------ | ------------------ | ------------------ | ----------- | ----------- | ----------- | ------ | ------ | ------ |
| 2021-2022        | Trabzonspor      | SL               | 13         | 0          | CT              | 5               | 0               | UECL               | 0                  | 0                  | -           | -           | -           | 18     | 0      |        |
| 2022-2023        | Jong Ajax        | EED              | 0          | 0          | -               | -               | -               | -                  | -                  | -                  | -           | -           | -           | 0      | 0      |        |
| 2023-2024        | Jong Ajax        | EED              | 11         | 0          | -               | -               | -               | -                  | -                  | -                  | -           | -           | -           | 11     | 0      |        |
| 2024-2025        | Jong Ajax        | EED              | 2          | 1          | -               | -               | -               | -                  | -                  | -                  | -           | -           | -           | 2      | 1      |        |
| Totale Jong Ajax | Totale Jong Ajax | Totale Jong Ajax | 13         | 1          |                 | -               | -               |                    | -                  | -                  |             | -           | -           | 13     | 1      |        |
| 2023-2024        | Ajax             | ED               | 11         | 0          | CO              | 0               | 0               | UEL+UECL           | 0+2                | 0+0                | -           | -           | -           | 13     | 0      |        |
| 2024-2025        | Ajax             | ED               | 2          | 0          | CO              | -               | -               | UEL                | 1                  | 0                  | -           | -           | -           | 3      | 0      |        |
| Totale Ajax      | Totale Ajax      | Totale Ajax      | 13         | 0          |                 | 0               | 0               |                    | 3                  | 0                  |             | -           | -           | 16     | 0      |        |
| Totale carriera  | Totale carriera  | Totale carriera  | 39         | 1          |                 | 5               | 0               |                    | 3                  | 0                  |             | -           | -           | 47     | 1      |        |

## Palmarès

### Club

#### Competizioni nazionali
- Supercoppa di Turchia: 1

Trazbonspor: 2022